# CLISP
CLISP – wolna implementacja Common Lispu, pierwotnie rozwijana przez Brunona Haiblego oraz Michaela Stolla dla Atari ST. Obecnie obsługuje systemy Unix oraz Microsoft Windows.
CLISP jest implementacją języka Common Lisp, włączając interpreter oraz kod bajtowy, kompilator, jak również debugger oraz obiektowe systemy (CLOS i MOP).
CLISP został napisany w języku C oraz Common Lisp. Obecnie CLISP jest częścią Projektu GNU dostępną jako wolne oprogramowanie, dostępne na zasadach Powszechnej Licencji Publicznej GNU (GPL).

## Historia
Haible pierwotnie nie zamierzał rozpowszechniać CLISP na zasadach GPL, jednak ostatecznie zgodził się na taką ewentualność w opublikowanej korespondencji elektronicznej z Richardem Stallmanem. Powstał problem czy CLISP był produktem pochodnym biblioteki GNU readline.

## Porty
CLISP jest programem przenośnym, możliwym do uruchomienia niemal na wszystkich systemach operacyjnym z rodziny Unix jak również na Microsoft Windows. Chociaż interpretowany kod bajtowy jest zazwyczaj wolniejszy niż natywne, kompilowane pliki wykonywalne, nie jest zwykle dużym problemem, zwłaszcza w aplikacjach sieciowych, gdzie wejście/wyjście ma zwykle małą przepustowość.

## Wykorzystanie
Paul Graham wykorzystał CLISP do stworzenia Viaweb.